# Сингх, Пала
Пала Сингх (англ. Pala Singh; 1902 — неизвестно) — индийский легкоатлет, выступавший в беге на средние и длинные дистанции. Участник летних Олимпийских игр 1924 года.

## Биография
Пала Сингх родился в 1902 году.
В 1924 году вошёл в состав сборной Индии на летних Олимпийских играх в Париже. В беге на 1500 метров занял последнее, 5-е место в полуфинале. В беге на 5000 метров занял предпоследнее, 10-е место в полуфинале. В беге на 10 000 метров не завершил дистанцию. Также был заявлен в эстафете 4х400 метров, но не вышел на старт.
О дальнейшей жизни данных нет.

## Личный рекорд
- Бег на 1 милю — 4.26,2 (1930)[5]